# Sungai Buaya (Rawajitu Utara)
Sungai Buaya is een bestuurslaag in het regentschap Mesuji van de provincie Lampung, Indonesië. Sungai Buaya telt 1907 inwoners (volkstelling 2010).